# Jatropha curcas
Espèce
Classification phylogénétique
Jatropha curcas ou médecinier purgatif est une espèce de plantes à fleurs de la famille des Euphorbiaceae. C'est un arbuste originaire du Brésil.
Bien que toxique, cette plante est cultivée notamment pour la production d'huile à usage principalement industriel.

## Étymologie
Linné a décrit et nommé l’espèce Jatropha curcas dans Species plantarum (1753).
Le nom de genre Jatropha est composé de deux mots grecs, iaomai - ἰάομαι « soigner, guérir » et trophê - τροφή « nourriture », soit « aliment qui soigne ».
Le terme curcas a d’abord été utilisé par le médecin portugais Garcia de Orta (1501-1568), dans le Coloquio 18 du Coloquios dos simples, 1563, qui décrit essentiellement le taro (Colocasia esculenta). Voir aussi le texte traduit en français sous le titre Histoire des Drogues espisceries et certains médicaments simples. Garcia de Orta séjourna 30 ans à Goa en Inde et y étudia la matière médicale indienne.

## Dénominations locales
On le retrouve sous le nom de pourghère en plusieurs endroits d'Afrique francophone.
En wolof, on le connaît sous le nom de tabanani et en bambara sous le nom de bagani (« poison ») en raison de sa toxicité.
En Côte d'Ivoire, on le nomme apromprom en baoulé et frofro baka en godié, où la plante sert à conjurer le mauvais sort.
En Haïti, il est appelé Gwo Medsiyen.
En malgache, il est appelé Valavelogno (dans la partie Nord de Madagascar).
L’espèce est connue aux Antilles françaises sous le nom Médecinier purgatif ou en créole médsinyé bayè, médsinyé béni, médsinyé blan (Fournier).
À La Réunion, le nom local est pignon d’Inde ou pion d’Inde.

## Synonymes
Selon The Plant List, les synonymes sont :
- Castiglionia lobata Ruiz & Pav.
- Curcas adansonii Endl.
- Curcas drastica Mart.
- Curcas indica A.Rich.
- Curcas lobata Splitg. ex Lanj.
- Curcas purgans Medik.
- Jatropha acerifolia Salisb.
- Jatropha afrocurcas Pax
- Jatropha edulis Sessé
- Jatropha tuberosa Elliot
- Jatropha yucatanensis Briq.
- Manihot curcas (L.) Crantz
- Ricinus americanus Mill.
- Ricinus jarak Thunb

## Description

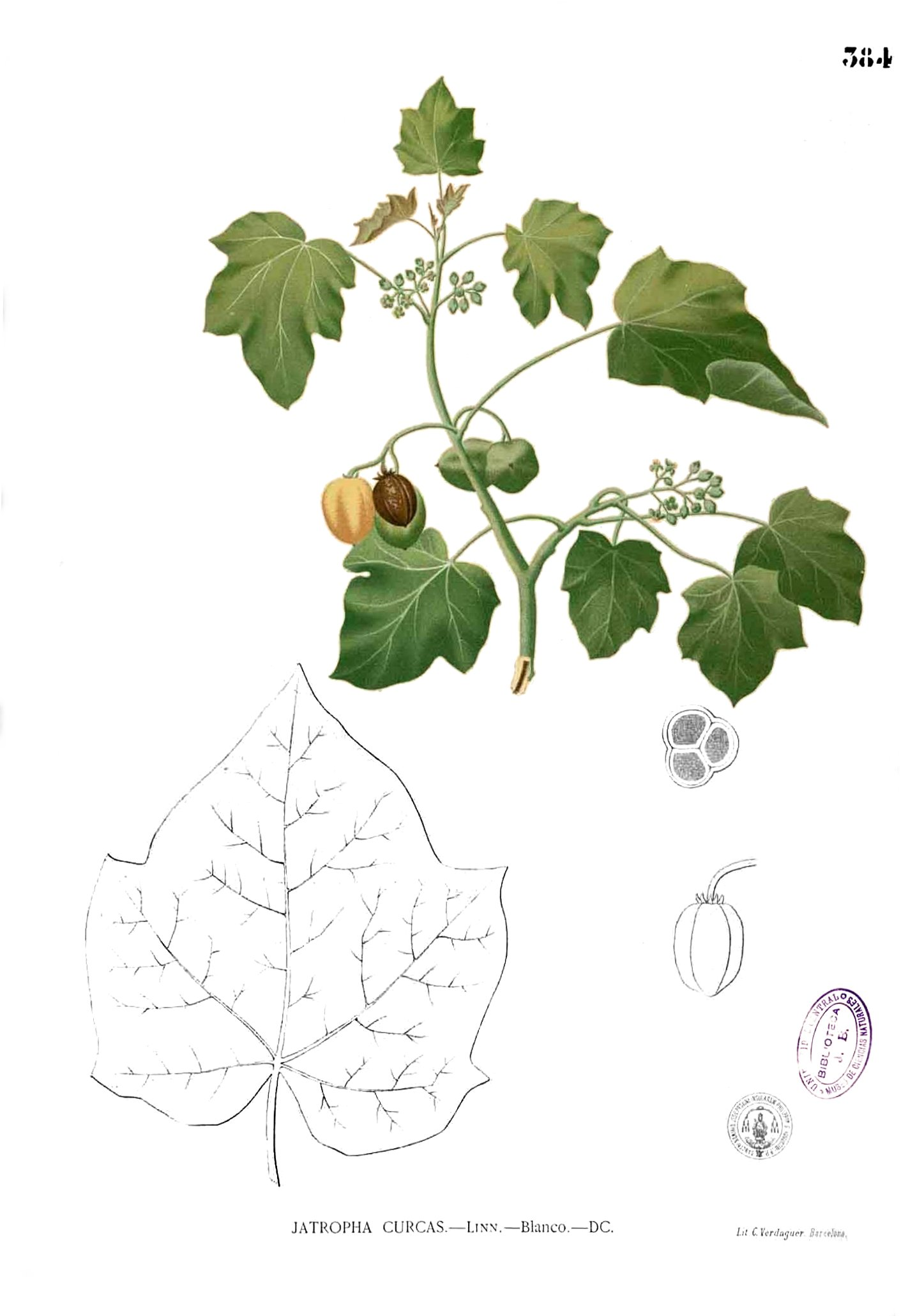
Jatropha curcas, Francisco Manuel Blanco, Flora de Filipinas.

Le Jatropha curcas est arbuste ou un arbre de 2 à 5 m de haut, voire plus pour les vieux spécimens. L’écorce des rameaux les plus récents est grise verdâtre et lisse. Ils sont succulents et marqués de nombreuses cicatrices. Les blessures des jeunes rameaux produisent un latex aqueux incolore, les plus âgées produisent un latex blanchâtre.
Les feuilles sont persistantes ou décidues, arrondies, angulaires ou à 3-5 lobes peu marqués, à la base cordée. Le pétiole fait de 6 à 15 cm.
Les inflorescences bisexuées en cymes terminales sont dichotomes et contractées. Les fleurs sont monoïques (fleurs mâles et femelles distinctes sur le même pied). Le calice est 5-fide. La corolle est aussi 5-fide, avec des pétales jaunes ou jaune-verdâtre, cohérents (soudés), intérieurement velus, à la différence d’autres espèces de Jatropha proches (J. podagrica, J. integerrima, J. multifida etc.) dont les fleurs sont rouges ou roses. La fleur mâle comporte 10 à 15 étamines. La fleur femelle comporte un style bifide, adné à sa base.
Aux Antilles françaises, la floraison a lieu presque toute l’année, et surtout en mars avril.
Le fruit est une capsule ovoïde, subcharnue, pendante, de 3–4 cm, vertes puis noirâtres à maturité, contenant trois graines ellipsoïdes, à stries noires, saillantes, de 2 cm de long.
La plante dégage une mauvaise odeur.

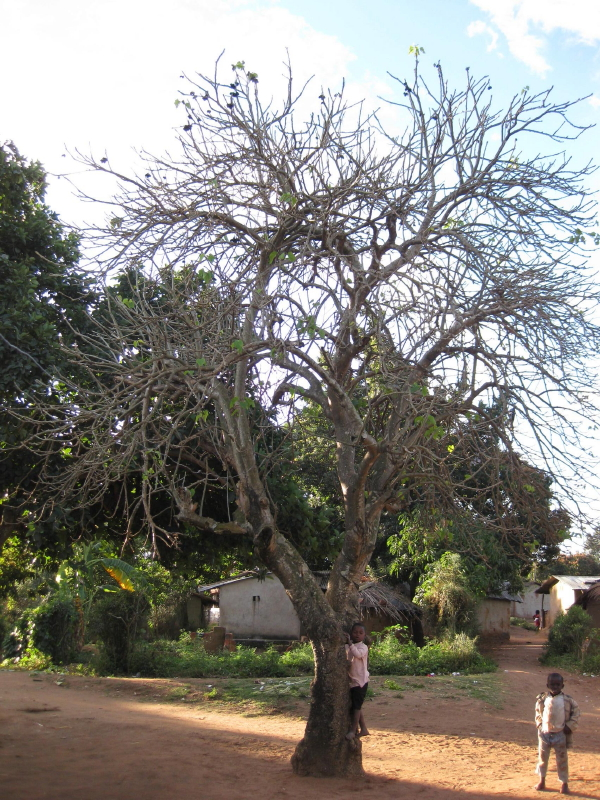
Vieux spécimen de J. curcas, assez haut (Mozambique).
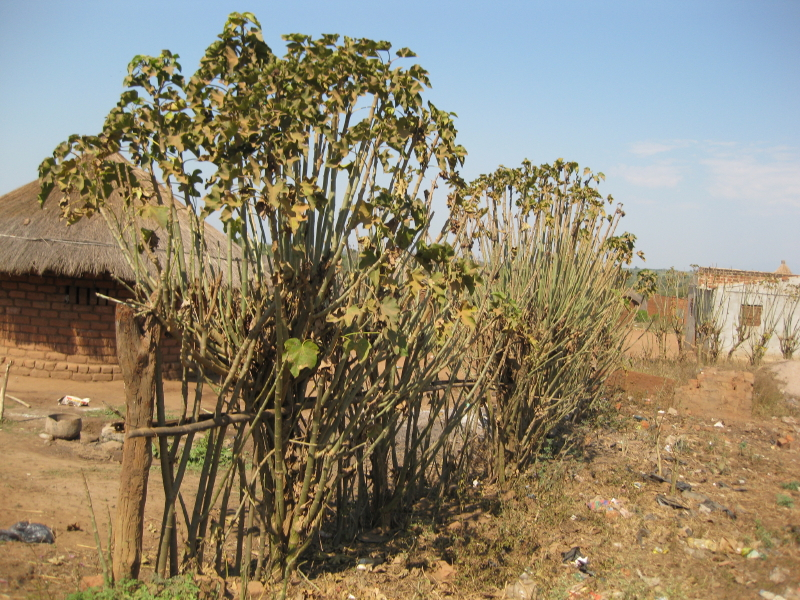
Haie vive de Jatropha curcas.
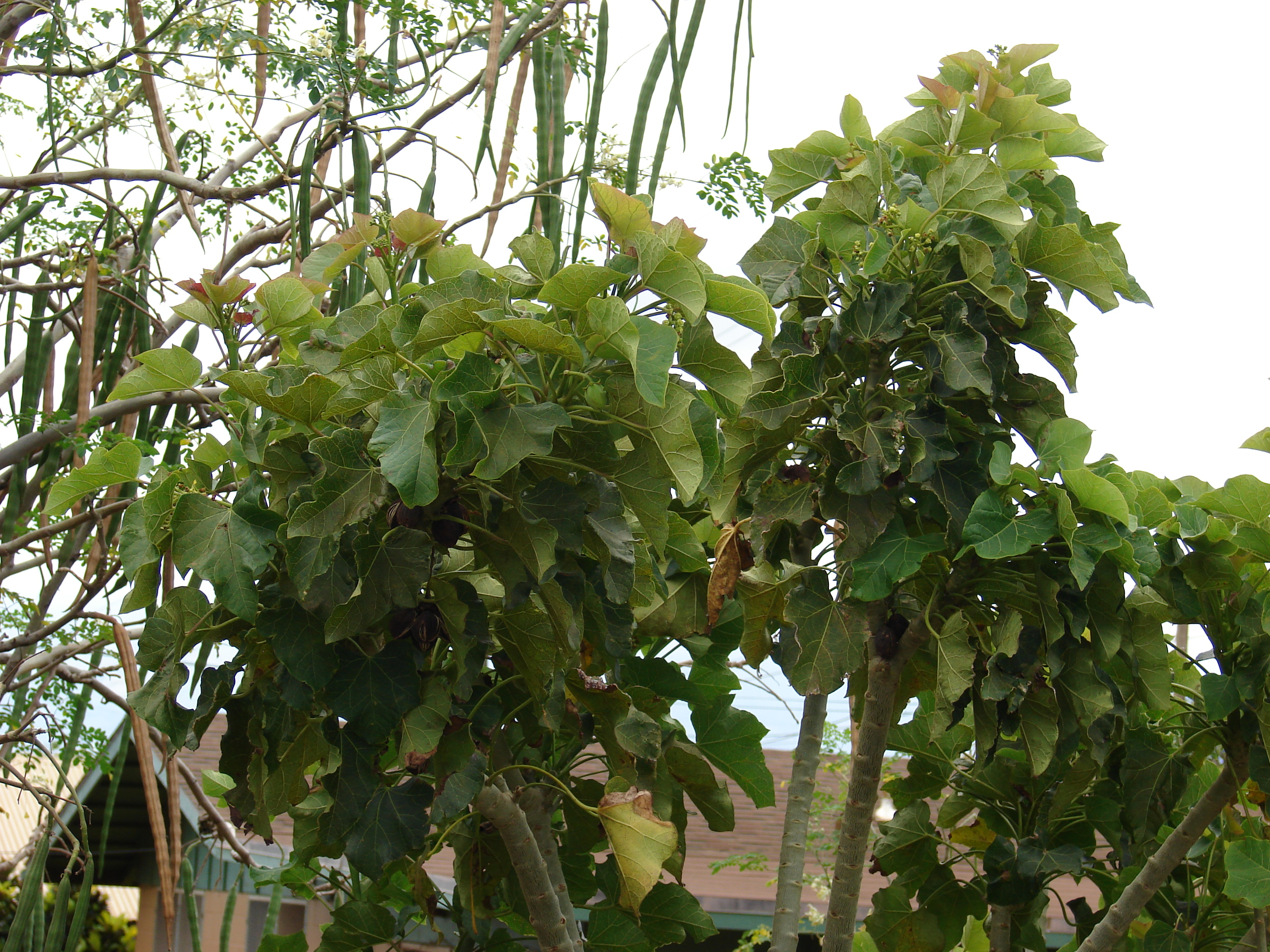
Haie.
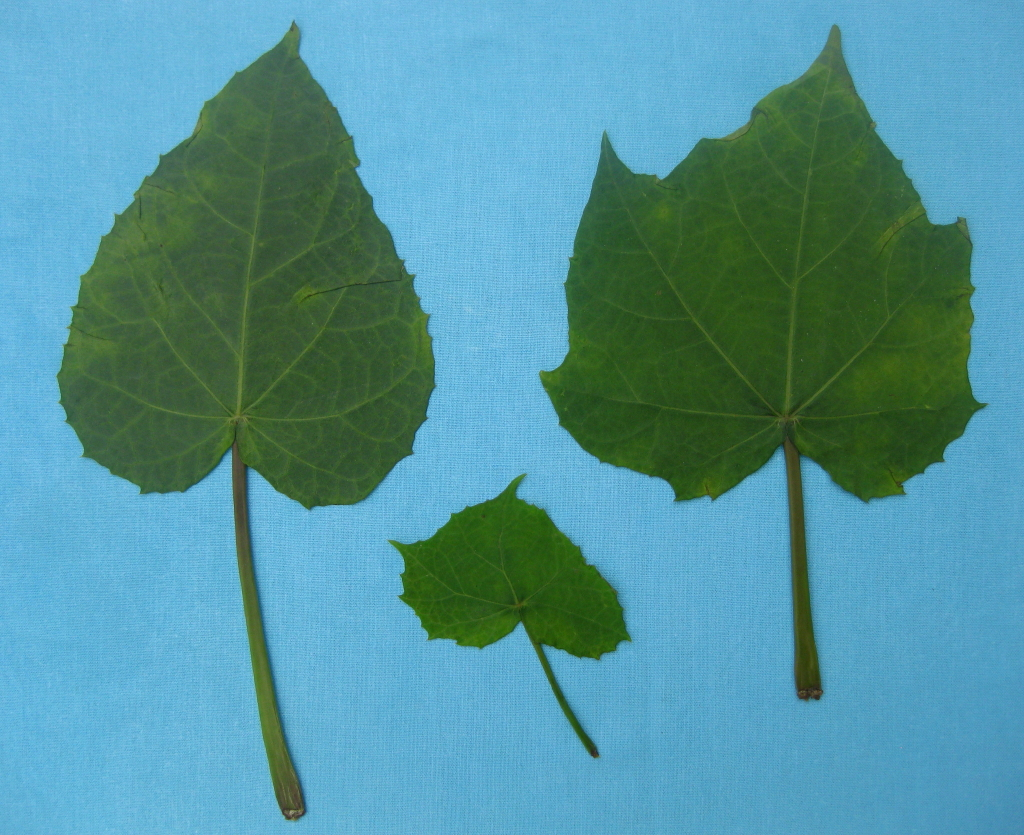
Différentes formes de feuilles.
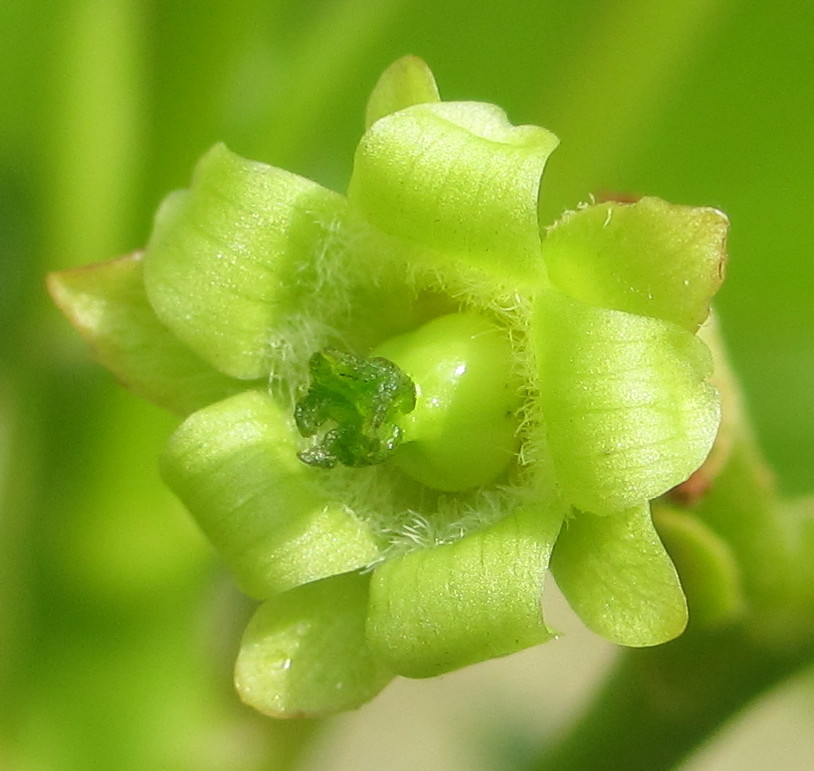
Fleur femelle, pilosité interne.
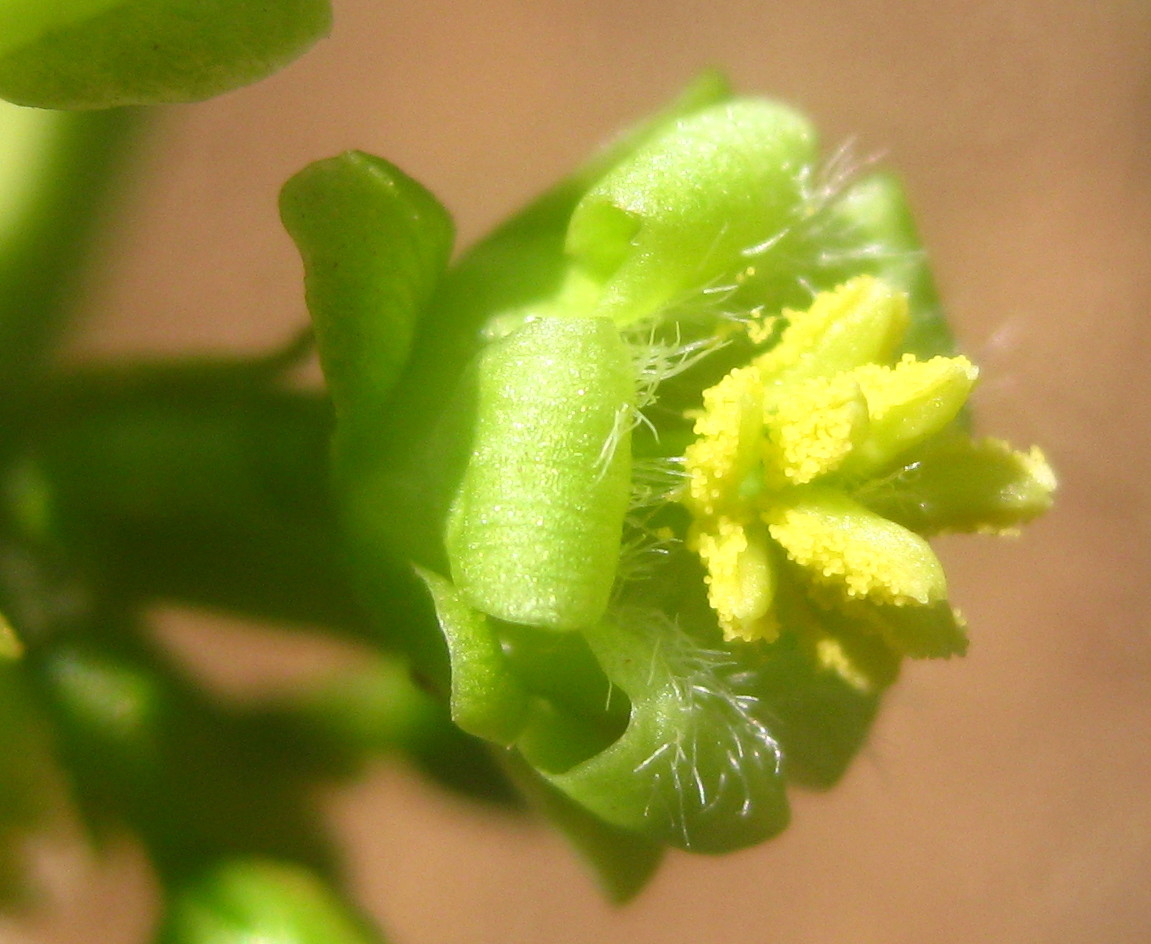
Fleur femelle.
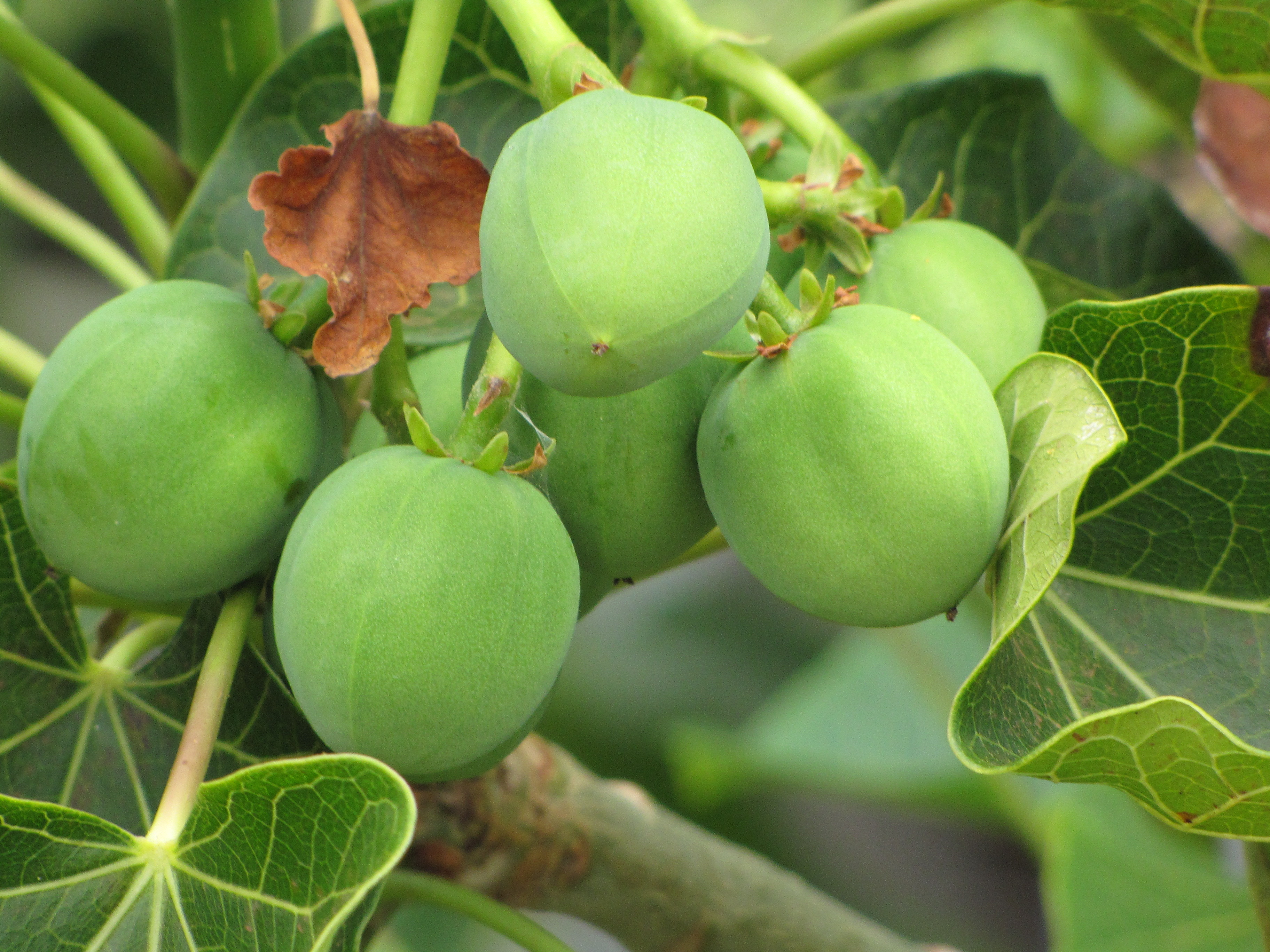
Fruit.
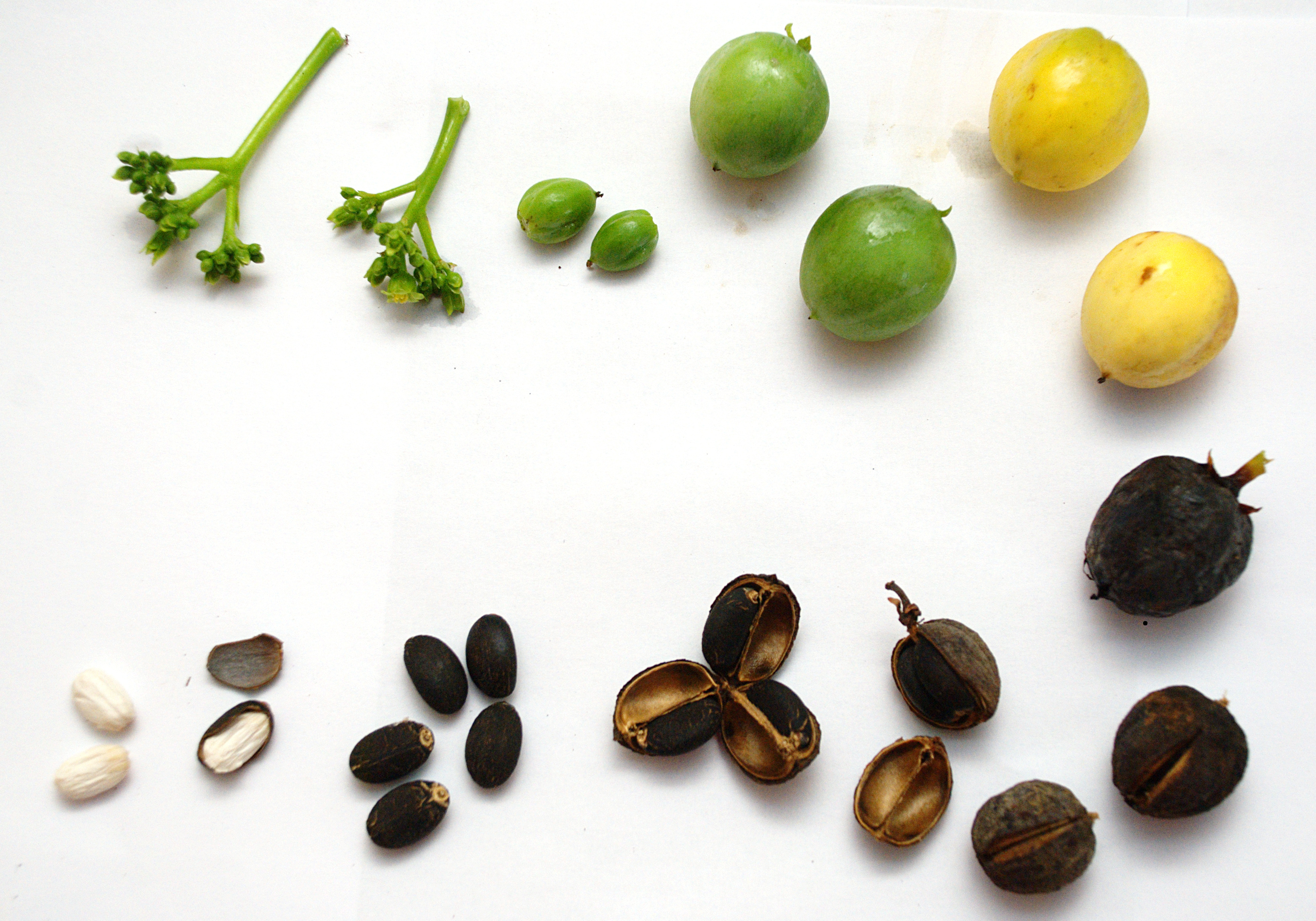
Fruits et graines.

## Distribution
Jatropha curcas est probablement originaire d’Amérique centrale. Cette espèce est indigène en Amérique du Sud, Amérique centrale et Mexique.
Elle a été introduite dans les régions tropicales et subtropicales. Elle est maintenant pantropicale (Amérique, Asie, Afrique, Pacifique, Australie). Assez rare aux Antilles françaises d’après Fournet.
Dans les régions où elle a été introduite, c’est une plante rudérale croissant dans les zones fortement perturbées par l’homme.

## Histoire
En 1570, le botaniste espagnol Francisco Hernández, décrit l’usage du piñones purgativos (pignon purgatif, Jatropha curcas), comme purgatif son usage en Nouvelle-Espagne :
« Ses graines ont la vertu de purger toutes les humeurs, principalement les épaisses et visqueuses, tant par le conduit supérieur que par l’inférieur ; c’est pourquoi on les administre contre les infirmités chroniques...On les adoucit en les grillant, et on les dissout dans l’eau ou le vin en les y trempant un certain temps. » (Rerum medicarum novae Hispaniae thesaurus)
On ne connait pas exactement la date d’introduction du médecinier purgatif au Cap-Vert (golfe de Guinée) mais sa culture s’y répandit très tôt et s’adapta au climat sec. On extrayait l’huile des graines qui remplaça avantageusement les huiles animales pour fabriquer le savon. Les excédents étaient envoyés à Lisbonne qui les utilisaient pour alimenter ses réverbères).
Du Cap-Vert, le médecinier purgatif gagna le continent africain. Au Sénégal, les feuilles ont été utilisées dans le traitement de la syphilis et des maladies pulmonaires.
Ce n’est qu’à la fin du XIXe siècle, qu’il gagna l’Asie ; en Inde, il servit surtout à produire de l’huile d’éclairage.

## Culture

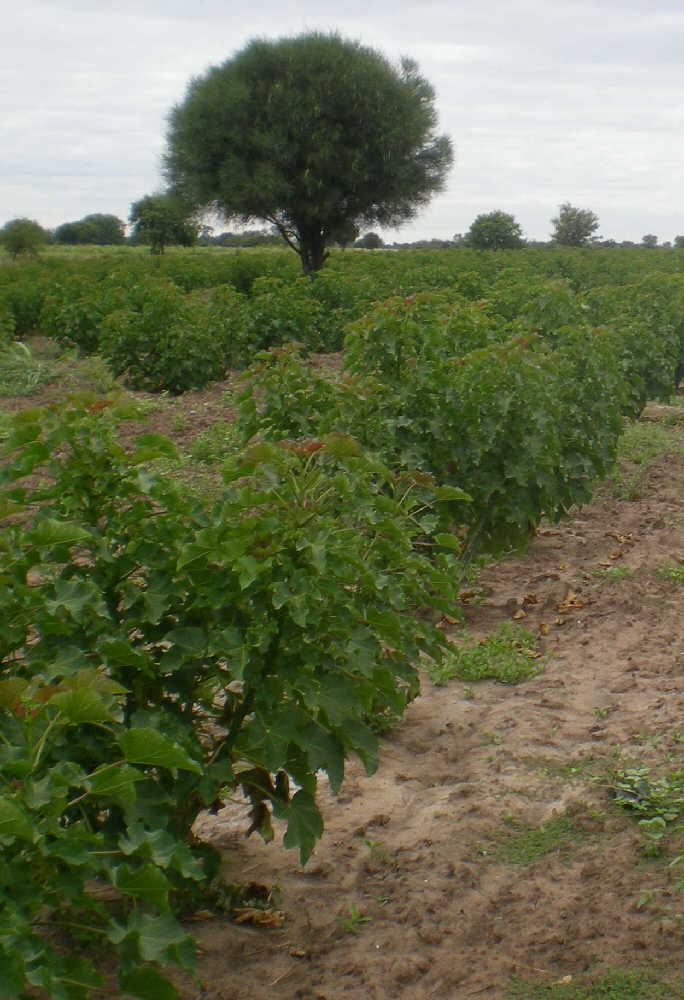
Plantation de jatropha au Paraguay.

Jatropha curcas pousse en climat tropical à subtropical. Par ses racines fortes et profondes, ainsi que par son tronc à caudex qui constitue un réservoir d’eau, le jatropha est capable de résister à des périodes de sécheresse prolongée. Il vit jusqu’à 50 ans, demande peu d’irrigation, et peut se contenter de terrains inappropriés pour la culture de plantes alimentaires. Il peut commencer à produire au bout d’un an.
Il faut 12 mois pour obtenir une plante adulte à partir de graines ou 9 mois à partir d'une bouture mais le pourghère atteint sa pleine productivité en 3 ou 4 ans selon la nature du sol et le climat. La plante vit plus de 50 ans.
La culture du jatropha requiert une préparation du sol lorsque l'horizon superficiel est induré (trou ou saillie de sous-solage d'au moins 30 cm de profondeur), mais ne demande pas de pesticides et autres produits polluants (grâce à ses qualités insecticides et fongicides). Son énorme avantage est de ne pas entrer en compétition avec les cultures vivrières car son huile n'est pas alimentaire et il s'adapte aux sols arides ou semi-arides impropres à la plupart des cultures vivrières.
Un hectare peut permettre la culture de 1 500 à 2 500 pieds de jatropha et chaque arbre adulte donne entre 2 et 6 kg de graines par an généralement en deux fructifications selon le cultivar utilisé et la richesse du sol. 5 kilos de fruits donnent 1 litre de bio-carburant. On peut donc espérer entre 600 et 1 800 litres d'huile à l'hectare.
En monoculture, la pression des ravageurs augmente. Il existe un risque élevé de pertes, allant jusqu’à la perte totale, par exemple par les criquets. L'espèce peut être attaquée par Lagocheirus undatus, Panthomorus femorauts, Leptoglossus zonatus, Pachycoris torridus et Nezara viridula.

### Propagation
La multiplication de Jatropha curcas se fait par semis ou par bouture. Ce dernier mode de multiplication a l’avantage de permettre à la plante de grandir plus rapidement et de donner des fruits plus tôt. Le semis produit une racine pivotante plus adaptée aux besoins de la protection anti-érosive.
Les premières expériences tendent à démontrer que, sur les sols pauvres de savane, la plante démarre bien après un brulis et plus difficilement après une culture vivrière.
La multiplication par semis donne des résultats très variables en termes de productivité. C'est pourquoi on constate beaucoup d'échecs liés à une faible productivité sur des plantations issues d'un semis. Pour créer une plantation de jatropha, il est conseillé de passer par une étape intermédiaire de sélection et de multiplication végétative des plants sélectionnés.
Cette plante ne produisant que quelques fruits par branche (entre 10 et 20), il convient de la conduire en multicaulie pour augmenter la production. À cette fin, il est conseillé de procéder à un étêtage à la fin de la première saison sèche afin de stimuler la ramification précoce.

## Toxicité
En dehors de la production d’huile végétale, Jatropha curcas produit également, en situation de stress (notamment hydrique, mais aussi en cas de blessure ou de taille trop sévère de la plante), la curcine (ou curcasine), une toxalbumine très active, substance très toxique proche de la ricine, bloquant l’activité de synthèse ribonucléique (destruction partielle des codons messagers de l’ARN, ce qui conduit au blocage complet de l’activité de la cellule puis à sa mort rapide) ; cette propriété est utilisée en médecine comme agent antitumoral.
Le jatropha est un purgatif violent qui a été utilisé par les Incas et les Caraïbes. Actuellement, il doit être évité en utilisation par voie interne dans les médecines traditionnelles. L’ingestion de graines provoque dans la demi-heure une sévère irritation gastrique entrainant nausée, brûlure de la gorge, sévères douleurs abdominales, vomissements et diarrhées parfois sanguinolentes. Des intoxications ont été signalées au Venezuela et à Hawaï. Avec un goût agréable, les graines se laissent facilement croquer par les enfants. Décès pour une consommation de 15 à 20 graines
On retrouve des traces de cette puissante toxine dans l’huile végétale (extraite de ses graines), qui est donc impropre à la consommation normale humaine ou animale. La préparation de l’huile ou du diester expose aussi le préparateur à ce produit toxique. Traditionnellement, les graines étaient concassées et broyées, avant d'être brassées en pâte épaisse dans l’eau, pour être ensuite fortement pressées pour extraire cette toxine (qui était parfois utilisée pour confectionner des poisons utilisés sur des armes de guerre, pour la chasse, ou encore dispersée dans les lacs ou les rivières pour la pêche). L'huile était séparée après filtration pour la préparation d'onguents médicinaux antiseptiques pour soigner les blessures infectées, mais la farine résiduelle reste trop toxique pour l'alimentation humaine.
Certains estiment que la toxicité de Jatropha curcas le rendrait trop dangereux à cultiver en milieu rural.

## Utilisation de la plante

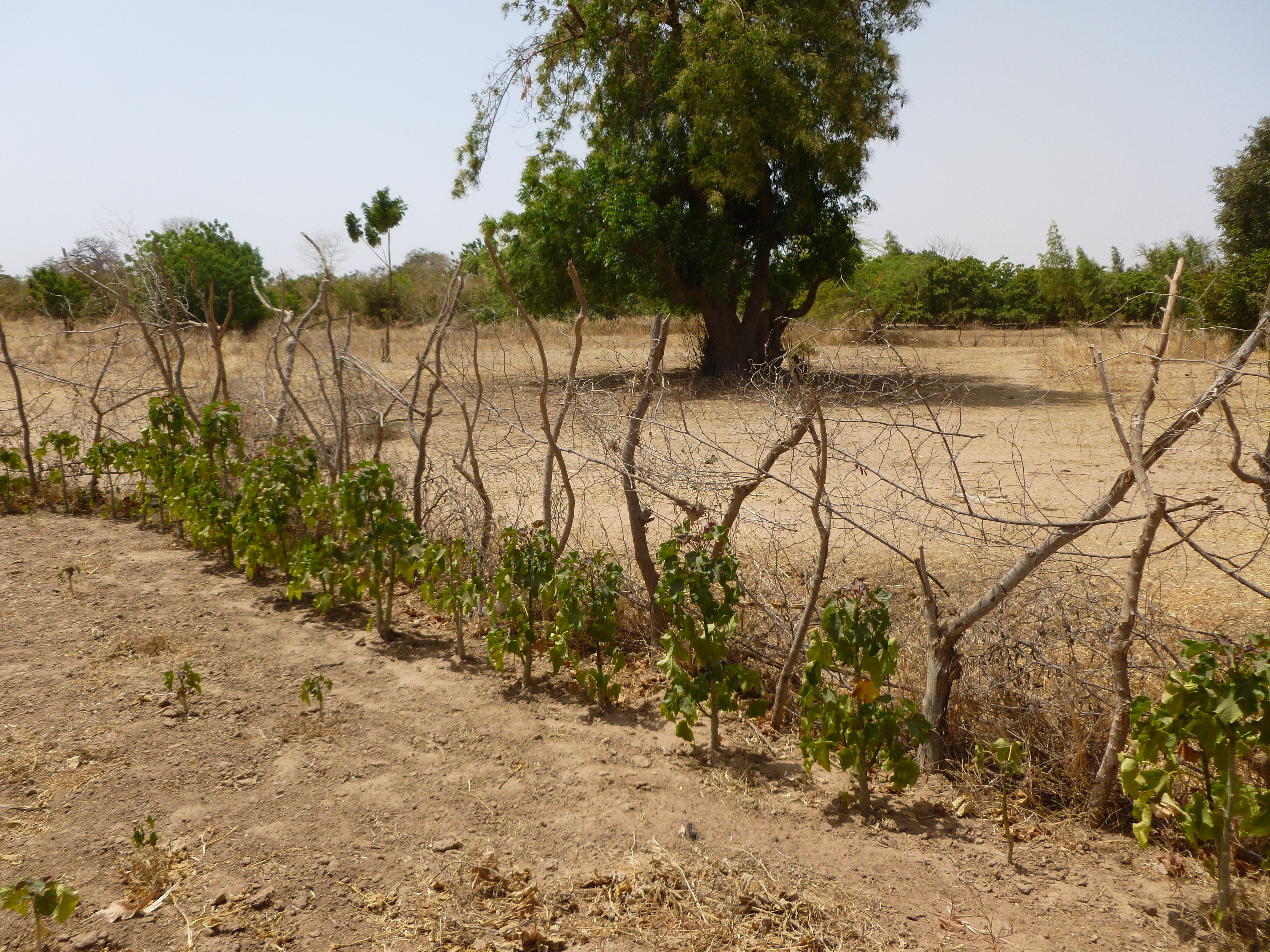
Haie de protection contre le bétail.

Sa graine, parfois appelée noix des Barbades (Barbados nut en anglais), contient 30 à 40 % d’une huile appelée huile de jatropha. Cette graine était utilisée dans la médecine traditionnelle, l'huile de jatropha entre dans la composition du savon de Marseille et la plante malodorante sert à isoler les cultures de l'appétit du bétail.
La coque séchée des graines est combustible et peut remplacer le bois de feu, ce qui constituerait une solution à la déforestation en milieu rural.
Dans les années 2000, son usage pour produire des agrocarburants s'est développé, ce qui lui vaut le surnom d'« or vert du désert », mais ce débouché ne tient pas ses promesses.

### Agrocarburant

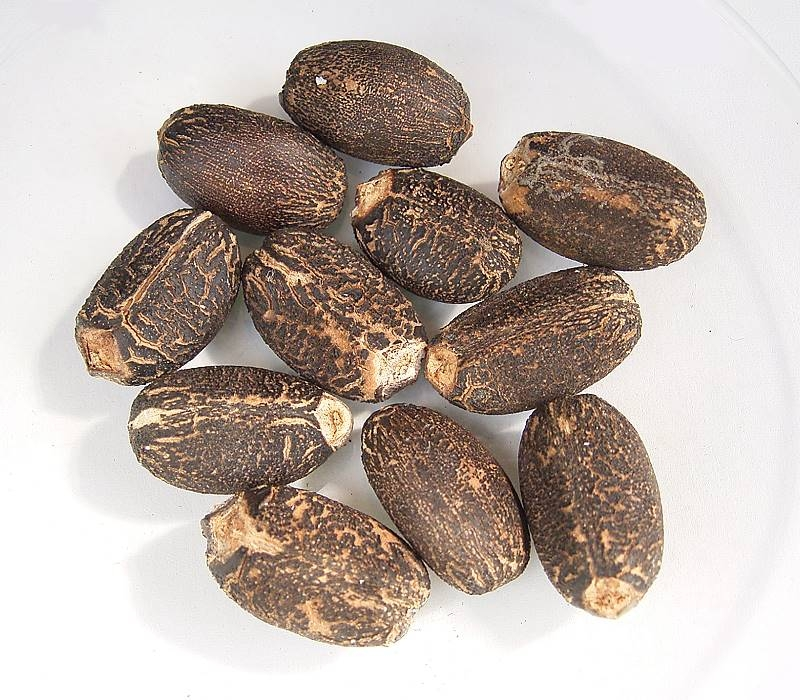
Graines de jatropha.

Le biogazole (biodiesel) tiré de l’huile de palme et le bioéthanol tiré de la canne à sucre sont les deux principales sources de biocarburants ayant les meilleurs rendement à l’hectare de plantes cultivées. Ces biocarburants sont presque tous produits à partir de denrées alimentaires utilisant des terres agricoles de grande qualité.
Le Jatropha curcas offre de nombreux avantages par rapport aux autres graines oléagineuses. Il peut en particulier être cultivé sur des terres de piètres qualités et n’entre pas en concurrence avec les ressources vivrières. L’Inde est certainement le pays ayant le plus contribué à la promotion de ce biogazole.
Les graines de Jatropha curcas contiennent 30–40 % d’huile qui peut facilement être extraite et raffinée pour produire du biodiésel.
Elles peuvent produire jusqu'à 2 000 litres de diester par hectare (bien plus que le colza ou le soja). Toutefois, au début des années 1990, une tentative de culture au Nicaragua sur 2 000 hectares n'a pas tenu ses promesses et s'est révélée catastrophique, avec pour seul rendement 200 litres par hectare. En effet, bien que la plante soit en mesure de pousser sur des sols arides, il semblerait que son rendement chute si l'apport en eau et la qualité du sol sont insuffisants. Ce qui crée une pression sur le mode de culture, car viser un rendement optimal nécessite de planter sur un sol fertile et d'irriguer régulièrement. Toutefois, des études ont mis en avant la possibilité de recourir aux eaux usées, ce qui permettrait de fertiliser et d'irriguer du même coup sans poser de problème sanitaire puisqu'il ne s’agit pas d’une plante comestible.
En 2007, en Inde, des scientifiques cherchent à identifier les gènes responsables de la production d'huile, en vue d'élaborer un jatropha génétiquement modifié qui devrait être prêt d'ici à 2012.
L'Inde s'apprêterait à planter 40 millions d'hectares de jatropha curcas (ainsi que de karanj) d'ici à 2012, et a procédé à des tests intensifs de ce bio-carburant. Trois voitures alimentées en diester issu de l'huile de jatropha ont déjà parcouru 30 000 kilomètres. Le projet est soutenu par DaimlerChrysler et par l'Association allemande pour l'Investissement et le Développement (Deutsche Investitions- und Entwicklungsgesellschaft (de), DEG).
En décembre 2008, un Boeing 747 d'Air New Zealand a effectué avec succès un vol test en utilisant, pour l'un de ses moteurs, l'huile de jatropha.
En 2009, une autre étude menée au Mozambique conclut que la culture du jatropha ne remplit pas les espoirs placés en elle.
En 2010, après quelques années de tests de culture en Inde et en Tanzanie, certains exploitants renoncent à la culture du jatropha, celui-ci ne produisant pas les quantités espérées.
La même année, un rapport publié par la FAO et l'IFAD (Fonds international de développement agricole) confirme que, si la production de jatropha à des fins énergétiques pourrait profiter aux agriculteurs pauvres, en particulier dans les zones semi-arides et isolées des pays en développement, celle-ci ne se substituera pas au pétrole. L'étude estime que « la plupart des investissements et des politiques engagés dans le jatropha ont été réalisés sans connaissances scientifiques suffisantes ». La production de jatropha devrait davantage être destinée à une utilisation locale, en remplacement de la biomasse traditionnelle.
En janvier 2011, le rapport Jatropha : l'argent ne pousse pas sur les arbres, publié par les Amis de la Terre International, étudie les performances de ces cultures et conclut que cette plante n’est pas à la hauteur des espérances. Les rendements sont notamment bien en dessous des promesses.
En Algérie, des essais devaient avoir lieu[Quand ?] à Hassi Messaoud, région aride, puisque le jatropha se contente de 400 mm d'eau. Cette plante appelée dandenhari ou dandebarou en arabe est très envisageable dans cette région comme alternative écologique au pétrole fossile[réf. souhaitée].

### Système Jatropha
Le système Jatropha est une approche de développement rural intégré. En plantant des haies vives de jatropha pour protéger les champs contre les vents et les animaux errants herbivores, on obtient des fruits. Par pressage des graines, on extrait de l'huile de jatropha qui pourra être employée pour la production de savon, pour l'éclairage et la cuisine et comme combustible dans des moteurs diesel. Ainsi, ce système couvre 4 principaux aspects du développement rural:
- promotion des femmes (production locale de savon avec de la soude caustique, ou, de manière plus rustique, avec des cendres de bananes brûlées);
- réduction de la pauvreté (protection des cultures par sa toxicité et vente de graines, d'huile et de savon).
- lutte contre l'érosion (plantation de haies); elle fournit également de l’humus et retient l’humidité.
- approvisionnement en énergie pour les ménages (fabrication de bougies, éclairage par lampe à huile après avoir filtré l’huile) et les moteurs dans les zones rurales (agrocarburants pour les moteurs diesel de véhicules et groupe électrogène, après la transformation de l’huile végétale brute en méthylester par transestérification qui est un processus industriel).

L'avantage évident de ce système est que toutes ces opérations peuvent être effectuées directement en zones rurales ou même en village sans traitement centralisé (à la différence de l'industrie du coton par exemple).

### Usage médicinal, recherche
Traditionnellement, on utilisait son huile comme un purgatif et sa racine contre la lèpre.
Comme les baies de raisin d'Amérique, l'extrait de Jatropha curcas serait un excellent molluscide, actif contre l'escargot hôte de Schistosoma mansoni et Schistosoma haematobium, vecteurs de la bilharziose.
Jatropha curcas semble contenir des principes actifs ayant une activité désinfectante, antifongique et antiparasitaire, susceptible d'être utilisée contre la malaria.

### Autres utilisations
L'huile de jatropha permet également de fabriquer du vernis après oxydation avec des oxydes de fer et un colorant.
De l'huile sont extraits des esters de phorbol, produits actifs dans la lutte contre certains insectes et mollusques nuisibles pour l'agriculture.
Le tourteau, un sous-produit du processus d’extraction de l’huile, peut être récupéré et servir d'engrais organique grâce à sa teneur élevée en azote. Correctement traité, le tourteau constitue une source de protéine à haute valeur pour l'alimentation de bétail.
À Madagascar, dans les années 1940, on exportait les graines de jatropha vers Marseille pour fabriquer le fameux savon de Marseille. Aujourd'hui, on y utilise l'arbre comme tuteur pour la culture de la vanille et de la grenadille.
En Haïti, le jatropha (connu là-bas sous le nom de Gwo Medsiyen) est utilisé depuis des générations dans les rituels vaudous (pour purger les esprits malins et libérer les âmes des morts) et en médecine traditionnelle. Aujourd'hui, source de développement rural et des agrocarburants aux nombreuses qualités, il pourrait également contribuer au reboisement de l'île.